# Strigapoderus laosensis
Strigapoderus laosensis là một loài bọ cánh cứng trong họ Attelabidae. Loài này được Pic miêu tả khoa học năm 1932.